# Єсенбаєв
Єсенба́єв (каз. Есенбаев) — село у складі Амангельдинського району Костанайської області Казахстану. Входить до складу Карасуського сільського округу.
У радянські часи село називалось Кизилкум та Актам.
Населення — 75 осіб (2021; 75 у 2009, 127 у 1999, 277 у 1989).